# Rob van Muilekom
R.G.H. (Rob) van Muilekom ('s-Hertogenbosch, 18 oktober 1958) is een Nederlandse politicus van de PvdA. Sinds 5 juni 2019 is lid van de Gedeputeerde Staten van Utrecht.

## Biografie

### Opleiding en loopbaan
Van Muilekom ging van 1971 tot 1977 naar het gymnasium β aan het Sint-Janslyceum in 's-Hertogenbosch en studeerde van 1977 tot 1984 milieuhygiëne, planologie en bedrijfskunde aan de Landbouwhogeschool Wageningen. Van 1984 tot 1992 was hij consultant bij ingenieursbureau Tauw en van 1992 tot 2001 afdelingshoofd bij de provincie Utrecht.
Van 2001 tot 2011 was Van Muilekom organisatieadviseur bij organisatieadviesbureau BMC. In die hoedanigheid werkte hij voor de gemeente Tilburg, de Dienst Landelijk Gebied, de provincie Utrecht, de Stichting Vernieuwing Gelderse Vallei en de provincie Overijssel.
Vanaf 2011 was Van Muilekom eigenaar van Van Muilekom Advies & Management. Vanuit die hoedanigheid werkte hij voor de gemeente Winterswijk, de gemeente Amersfoort, de gemeente De Bilt, de gemeente Nijkerk, Waternet en de gemeente Amsterdam.

### Politieke loopbaan
Van 2006 tot maart 2013 was Van Muilekom namens de PvdA lid van de gemeenteraad, en vanaf 2010 fractievoorzitter, van Amersfoort. Van maart 2013 tot december 2013 was hij namens de PvdA wethouder van Amersfoort met in zijn portefeuille Wonen & Wijken, Stedelijk Beheer, Jongeren en Stedelijke Samenwerking.
Van 2015 tot 2019 was Van Muilekom namens de PvdA lid van de Provinciale Staten en fractievoorzitter van Utrecht. Sinds 2019 is hij namens de PvdA lid van de Gedeputeerde Staten van Utrecht met in zijn portefeuille Binnenstedelijke Ontwikkeling, Wonen, Cultuur, Gezonde Leefomgeving en Organisatie.

### Persoonlijk
Van Muilekom is getrouwd, heeft drie kinderen en is woonachtig in de wijk Kattenbroek in Amersfoort.